# 知藩事
知藩事（ちはんじ）は、明治時代初期に置かれた地方行政官の名称。県令（今日の都道府県知事）の前身にあたる。藩名を冠す場合には◯◯藩知事（◯◯はんちじ）と語順が入れ替わる（→「知藩事と藩知事」節を参照）。

## 解説
明治2年6月17日（1869年7月25日）、版籍奉還により領地・領民を朝廷に返還した旧藩主274名が任命されて成立した。これにより府藩県三治制という体制が確立した。
その職務は、徴税・賦役・生産力向上などの経済、刑罰・賞与などの司法、軍事、教育、戸籍調査など多岐に亘るものだった。
知藩事は従来の藩主に認められていた世襲がそのまま認められ、独自の軍隊・司法組織などを持つことが認められていた。その一方で、知藩事の家禄は藩の実収石高の十分の一と定められて藩財政から切り離され、藩の職制・禄制・兵制は中央政府が定めた規定に従うこととされており、藩の内情についても強く監督されていた。
しかし、当時の藩領は天領および寺社領が複雑に入り組んでおり、多数の飛び地が存在したため、年貢の徴収は非効率的であった。そのため、国家財政の安定化を行なって明治新政府の中央集権を確立させる必要があった。このような事情に伴い、明治4年7月14日（1871年8月29日）に廃藩置県が実施され、知藩事全員が失職して華族となり、その役目を終えた。

## 知藩事と藩知事
官名だけを単独で用いる場合は「知藩事」である。例えば、廃藩置県の詔書（明治4年（1871年））には「新ニ知藩事ヲ命シ」とある。
これに対して、藩名と結合させて用いる場合は「何々藩知事」とする。例えば、太政官から蜂須賀茂韶に対して出された文書（明治3年（1870年））の宛名には「蜂須賀徳島藩知事」とある。

## 知藩事の一覧
交代理由の特記なしは版籍奉還と同時に就任。太字は任知藩事と同日に改称した藩。藩の移転・改称・廃止については府藩県三治制の項を参照。
| 就任年月日                        | 藩         | 知藩事           | 交代理由                                   |
| --------------------------------- | ---------- | ---------------- | ------------------------------------------ |
| 明治2年6月17日（1869年7月25日）   | 仙台藩     | 伊達宗基         |                                            |
| 明治2年6月17日（1869年7月25日）   | 白石藩     | 南部利恭         |                                            |
| 明治2年6月17日（1869年7月25日）   | 久保田藩   | 佐竹義堯         |                                            |
| 明治2年6月17日（1869年7月25日）   | 米沢藩     | 上杉茂憲         |                                            |
| 明治2年6月17日（1869年7月25日）   | 水戸藩     | 徳川昭武         |                                            |
| 明治2年6月17日（1869年7月25日）   | 佐倉藩     | 堀田正倫         |                                            |
| 明治2年6月17日（1869年7月25日）   | 前橋藩     | 松平直克         |                                            |
| 明治2年6月17日（1869年7月25日）   | 新発田藩   | 溝口直正         |                                            |
| 明治2年6月17日（1869年7月25日）   | 高田藩     | 榊原政敬         |                                            |
| 明治2年6月17日（1869年7月25日）   | 富山藩     | 前田利同         |                                            |
| 明治2年6月17日（1869年7月25日）   | 金沢藩     | 前田慶寧         |                                            |
| 明治2年6月17日（1869年7月25日）   | 大聖寺藩   | 前田利鬯         |                                            |
| 明治2年6月17日（1869年7月25日）   | 福井藩     | 松平茂昭         |                                            |
| 明治2年6月17日（1869年7月25日）   | 小浜藩     | 酒井忠禄         |                                            |
| 明治2年6月17日（1869年7月25日）   | 大垣藩     | 戸田氏共         |                                            |
| 明治2年6月17日（1869年7月25日）   | 府中藩     | 徳川家達         |                                            |
| 明治2年6月17日（1869年7月25日）   | 名古屋藩   | 徳川義宜         |                                            |
| 明治2年6月17日（1869年7月25日）   | 津藩       | 藤堂高猷         |                                            |
| 明治2年6月17日（1869年7月25日）   | 彦根藩     | 井伊直憲         |                                            |
| 明治2年6月17日（1869年7月25日）   | 淀藩       | 稲葉正邦         |                                            |
| 明治2年6月17日（1869年7月25日）   | 郡山藩     | 柳沢保申         |                                            |
| 明治2年6月17日（1869年7月25日）   | 姫路藩     | 酒井忠邦         |                                            |
| 明治2年6月17日（1869年7月25日）   | 和歌山藩   | 徳川茂承         |                                            |
| 明治2年6月17日（1869年7月25日）   | 鳥取藩     | 池田慶徳         |                                            |
| 明治2年6月17日（1869年7月25日）   | 松江藩     | 松平定安         |                                            |
| 明治2年6月17日（1869年7月25日）   | 津山藩     | 松平慶倫         |                                            |
| 明治2年6月17日（1869年7月25日）   | 岡山藩     | 池田章政         |                                            |
| 明治2年6月17日（1869年7月25日）   | 福山藩     | 阿部正桓         |                                            |
| 明治2年6月17日（1869年7月25日）   | 広島藩     | 浅野長勲         |                                            |
| 明治2年6月17日（1869年7月25日）   | 山口藩     | 毛利元徳         |                                            |
| 明治2年6月17日（1869年7月25日）   | 高松藩     | 松平頼聰         |                                            |
| 明治2年6月17日（1869年7月25日）   | 松山藩     | 久松勝成         |                                            |
| 明治2年6月17日（1869年7月25日）   | 宇和島藩   | 伊達宗徳         |                                            |
| 明治2年6月17日（1869年7月25日）   | 高知藩     | 山内豊範         |                                            |
| 明治2年6月17日（1869年7月25日）   | 香春藩     | 小笠原忠忱       |                                            |
| 明治2年6月17日（1869年7月25日）   | 福岡藩     | 黒田長知         |                                            |
| 明治2年6月17日（1869年7月25日）   | 久留米藩   | 有馬頼咸         |                                            |
| 明治2年6月17日（1869年7月25日）   | 佐賀藩     | 鍋島直大         |                                            |
| 明治2年6月17日（1869年7月25日）   | 熊本藩     | 細川韶邦         |                                            |
| 明治2年6月17日（1869年7月25日）   | 鹿児島藩   | 島津忠義         |                                            |
| 明治2年6月19日（1869年7月27日）   | 三春藩     | 秋田映季         |                                            |
| 明治2年6月19日（1869年7月27日）   | 棚倉藩     | 阿部正功         |                                            |
| 明治2年6月19日（1869年7月27日）   | 二本松藩   | 丹羽長裕         |                                            |
| 明治2年6月19日（1869年7月27日）   | 新庄藩     | 戸沢正実         |                                            |
| 明治2年6月19日（1869年7月27日）   | 笠間藩     | 牧野貞寧         |                                            |
| 明治2年6月19日（1869年7月27日）   | 土浦藩     | 土屋挙直         |                                            |
| 明治2年6月19日（1869年7月27日）   | 古河藩     | 土井利与         |                                            |
| 明治2年6月19日（1869年7月27日）   | 柴山藩     | 太田資美         |                                            |
| 明治2年6月19日（1869年7月27日）   | 菊間藩     | 水野忠敬         |                                            |
| 明治2年6月19日（1869年7月27日）   | 鶴舞藩     | 井上正直         |                                            |
| 明治2年6月19日（1869年7月27日）   | 館林藩     | 秋元礼朝         |                                            |
| 明治2年6月19日（1869年7月27日）   | 高崎藩     | 大河内輝照       |                                            |
| 明治2年6月19日（1869年7月27日）   | 小田原藩   | 大久保忠良       |                                            |
| 明治2年6月19日（1869年7月27日）   | 丸岡藩     | 有馬道純         |                                            |
| 明治2年6月19日（1869年7月27日）   | 上田藩     | 松平忠礼         |                                            |
| 明治2年6月19日（1869年7月27日）   | 松本藩     | 松平光則         |                                            |
| 明治2年6月19日（1869年7月27日）   | 郡上藩     | 青山幸宜         |                                            |
| 明治2年6月19日（1869年7月27日）   | 豊橋藩     | 大河内信古       |                                            |
| 明治2年6月19日（1869年7月27日）   | 岡崎藩     | 本多忠直         |                                            |
| 明治2年6月19日（1869年7月27日）   | 西尾藩     | 松平乗秩         |                                            |
| 明治2年6月19日（1869年7月27日）   | 亀山藩     | 石川成之         |                                            |
| 明治2年6月19日（1869年7月27日）   | 膳所藩     | 本多康穣         |                                            |
| 明治2年6月19日（1869年7月27日）   | 岸和田藩   | 岡部長職         |                                            |
| 明治2年6月19日（1869年7月27日）   | 亀岡藩     | 松平信正         |                                            |
| 明治2年6月19日（1869年7月27日）   | 篠山藩     | 青山忠敏         |                                            |
| 明治2年6月19日（1869年7月27日）   | 宮津藩     | 松平宗武         |                                            |
| 明治2年6月19日（1869年7月27日）   | 明石藩     | 松平直致         |                                            |
| 明治2年6月19日（1869年7月27日）   | 龍野藩     | 脇坂安斐         |                                            |
| 明治2年6月19日（1869年7月27日）   | 丸亀藩     | 京極朗徹         |                                            |
| 明治2年6月19日（1869年7月27日）   | 大洲藩     | 加藤泰秋         |                                            |
| 明治2年6月19日（1869年7月27日）   | 中津藩     | 奥平昌邁         |                                            |
| 明治2年6月19日（1869年7月27日）   | 臼杵藩     | 稲葉久通         |                                            |
| 明治2年6月19日（1869年7月27日）   | 岡藩       | 中川久昭         |                                            |
| 明治2年6月19日（1869年7月27日）   | 秋月藩     | 黒田長徳         |                                            |
| 明治2年6月19日（1869年7月27日）   | 府中藩     | 宗義達           |                                            |
| 明治2年6月19日（1869年7月27日）   | 唐津藩     | 小笠原長国       |                                            |
| 明治2年6月19日（1869年7月27日）   | 平戸藩     | 松浦詮           |                                            |
| 明治2年6月19日（1869年7月27日）   | 島原藩     | 松平忠和         |                                            |
| 明治2年6月19日（1869年7月27日）   | 延岡藩     | 内藤政挙         |                                            |
| 明治2年6月19日（1869年7月27日）   | 飫肥藩     | 伊東祐帰         |                                            |
| 明治2年6月20日（1869年7月28日）   | 一関藩     | 田村崇顕         |                                            |
| 明治2年6月20日（1869年7月28日）   | 上山藩     | 松平信安         |                                            |
| 明治2年6月20日（1869年7月28日）   | 関宿藩     | 久世広業         |                                            |
| 明治2年6月20日（1869年7月28日）   | 久留里藩   | 黒田直養         |                                            |
| 明治2年6月20日（1869年7月28日）   | 長尾藩     | 本多正訥         |                                            |
| 明治2年6月20日（1869年7月28日）   | 烏山藩     | 大久保忠順       |                                            |
| 明治2年6月20日（1869年7月28日）   | 壬生藩     | 鳥居忠宝         |                                            |
| 明治2年6月20日（1869年7月28日）   | 安中藩     | 板倉勝殷         |                                            |
| 明治2年6月20日（1869年7月28日）   | 沼田藩     | 土岐頼知         |                                            |
| 明治2年6月20日（1869年7月28日）   | 村松藩     | 堀直弘           |                                            |
| 明治2年6月20日（1869年7月28日）   | 大野藩     | 土井利恒         |                                            |
| 明治2年6月20日（1869年7月28日）   | 鯖江藩     | 間部詮道         |                                            |
| 明治2年6月20日（1869年7月28日）   | 高島藩     | 諏訪忠礼         |                                            |
| 明治2年6月20日（1869年7月28日）   | 高遠藩     | 内藤頼直         |                                            |
| 明治2年6月20日（1869年7月28日）   | 岩村藩     | 松平乗命         |                                            |
| 明治2年6月20日（1869年7月28日）   | 加納藩     | 永井尚服         |                                            |
| 明治2年6月20日（1869年7月28日）   | 高須藩     | 松平義勇         |                                            |
| 明治2年6月20日（1869年7月28日）   | 重原藩     | 板倉勝達         |                                            |
| 明治2年6月20日（1869年7月28日）   | 犬山藩     | 成瀬正肥         |                                            |
| 明治2年6月20日（1869年7月28日）   | 鳥羽藩     | 稲垣長敬         |                                            |
| 明治2年6月20日（1869年7月28日）   | 水口藩     | 加藤明実         |                                            |
| 明治2年6月20日（1869年7月28日）   | 高槻藩     | 永井直諒         |                                            |
| 明治2年6月20日（1869年7月28日）   | 尼崎藩     | 桜井忠興         |                                            |
| 明治2年6月20日（1869年7月28日）   | 三田藩     | 九鬼隆義         |                                            |
| 明治2年6月20日（1869年7月28日）   | 高取藩     | 植村家壺         |                                            |
| 明治2年6月20日（1869年7月28日）   | 園部藩     | 小出英尚         |                                            |
| 明治2年6月20日（1869年7月28日）   | 福知山藩   | 朽木為綱         |                                            |
| 明治2年6月20日（1869年7月28日）   | 舞鶴藩     | 牧野弼成         |                                            |
| 明治2年6月20日（1869年7月28日）   | 出石藩     | 仙石久利         |                                            |
| 明治2年6月20日（1869年7月28日）   | 田辺藩     | 安藤直裕         |                                            |
| 明治2年6月20日（1869年7月28日）   | 新宮藩     | 水野忠幹         |                                            |
| 明治2年6月20日（1869年7月28日）   | 広瀬藩     | 松平直巳         |                                            |
| 明治2年6月20日（1869年7月28日）   | 足守藩     | 木下利恭         |                                            |
| 明治2年6月20日（1869年7月28日）   | 西条藩     | 松平頼英         |                                            |
| 明治2年6月20日（1869年7月28日）   | 今治藩     | 久松定法         |                                            |
| 明治2年6月20日（1869年7月28日）   | 吉田藩     | 伊達宗敬         |                                            |
| 明治2年6月20日（1869年7月28日）   | 杵築藩     | 松平親貴         |                                            |
| 明治2年6月20日（1869年7月28日）   | 日出藩     | 木下俊愿         |                                            |
| 明治2年6月20日（1869年7月28日）   | 高鍋藩     | 秋月種殷         |                                            |
| 明治2年6月20日（1869年7月28日）   | 佐土原藩   | 島津忠寛         |                                            |
| 明治2年6月22日（1869年7月30日）   | 八戸藩     | 南部信順         |                                            |
| 明治2年6月22日（1869年7月30日）   | 中村藩     | 相馬誠胤         |                                            |
| 明治2年6月22日（1869年7月30日）   | 泉藩       | 本多忠伸         |                                            |
| 明治2年6月22日（1869年7月30日）   | 守山藩     | 松平頼升         |                                            |
| 明治2年6月22日（1869年7月30日）   | 本荘藩     | 六郷政鑑         |                                            |
| 明治2年6月22日（1869年7月30日）   | 亀田藩     | 岩城隆彰         |                                            |
| 明治2年6月22日（1869年7月30日）   | 矢島藩     | 生駒親敬         |                                            |
| 明治2年6月22日（1869年7月30日）   | 松嶺藩     | 酒井忠匡         |                                            |
| 明治2年6月22日（1869年7月30日）   | 天童藩     | 織田寿重丸       |                                            |
| 明治2年6月22日（1869年7月30日）   | 松岡藩     | 中山信徴         |                                            |
| 明治2年6月22日（1869年7月30日）   | 下館藩     | 石川総管         |                                            |
| 明治2年6月22日（1869年7月30日）   | 石岡藩     | 松平頼策         |                                            |
| 明治2年6月22日（1869年7月30日）   | 谷田部藩   | 細川興貫         |                                            |
| 明治2年6月22日（1869年7月30日）   | 結城藩     | 水野勝寛         |                                            |
| 明治2年6月22日（1869年7月30日）   | 飯野藩     | 保科正益         |                                            |
| 明治2年6月22日（1869年7月30日）   | 佐貫藩     | 阿部正恒         |                                            |
| 明治2年6月22日（1869年7月30日）   | 黒羽藩     | 大関増勤         |                                            |
| 明治2年6月22日（1869年7月30日）   | 佐野藩     | 堀田正頌         |                                            |
| 明治2年6月22日（1869年7月30日）   | 伊勢崎藩   | 酒井忠彰         |                                            |
| 明治2年6月22日（1869年7月30日）   | 小幡藩     | 松平忠恕         |                                            |
| 明治2年6月22日（1869年7月30日）   | 岩槻藩     | 大岡忠貫         |                                            |
| 明治2年6月22日（1869年7月30日）   | 長岡藩     | 牧野忠毅         |                                            |
| 明治2年6月22日（1869年7月30日）   | 与板藩     | 井伊直安         |                                            |
| 明治2年6月22日（1869年7月30日）   | 勝山藩     | 小笠原長守       |                                            |
| 明治2年6月22日（1869年7月30日）   | 竜岡藩     | 大給乗謨         |                                            |
| 明治2年6月22日（1869年7月30日）   | 飯山藩     | 本多助寵         |                                            |
| 明治2年6月22日（1869年7月30日）   | 今尾藩     | 竹腰正旧         |                                            |
| 明治2年6月22日（1869年7月30日）   | 挙母藩     | 内藤文成         |                                            |
| 明治2年6月22日（1869年7月30日）   | 刈谷藩     | 土井利教         |                                            |
| 明治2年6月22日（1869年7月30日）   | 西大路藩   | 市橋長義         |                                            |
| 明治2年6月22日（1869年7月30日）   | 大溝藩     | 分部光貞         |                                            |
| 明治2年6月22日（1869年7月30日）   | 綾部藩     | 九鬼隆備         |                                            |
| 明治2年6月22日（1869年7月30日）   | 柏原藩     | 織田信親         |                                            |
| 明治2年6月22日（1869年7月30日）   | 豊岡藩     | 京極高厚         |                                            |
| 明治2年6月22日（1869年7月30日）   | 赤穂藩     | 森忠儀           |                                            |
| 明治2年6月22日（1869年7月30日）   | 勝山藩     | 三浦顕次         |                                            |
| 明治2年6月22日（1869年7月30日）   | 庭瀬藩     | 板倉勝弘         |                                            |
| 明治2年6月22日（1869年7月30日）   | 新見藩     | 関長克           |                                            |
| 明治2年6月22日（1869年7月30日）   | 府内藩     | 大給近説         |                                            |
| 明治2年6月22日（1869年7月30日）   | 佐伯藩     | 毛利高謙         |                                            |
| 明治2年6月22日（1869年7月30日）   | 人吉藩     | 相良頼基         |                                            |
| 明治2年6月23日（1869年7月31日）   | 湯長谷藩   | 内藤政憲         |                                            |
| 明治2年6月23日（1869年7月31日）   | 長瀞藩     | 米津政敏         |                                            |
| 明治2年6月23日（1869年7月31日）   | 牛久藩     | 山口弘達         |                                            |
| 明治2年6月23日（1869年7月31日）   | 志筑藩     | 本堂親久         |                                            |
| 明治2年6月23日（1869年7月31日）   | 多古藩     | 久松勝行         |                                            |
| 明治2年6月23日（1869年7月31日）   | 一宮藩     | 加納久宜         |                                            |
| 明治2年6月23日（1869年7月31日）   | 鶴牧藩     | 水野忠順         |                                            |
| 明治2年6月23日（1869年7月31日）   | 勝山藩     | 酒井忠美         |                                            |
| 明治2年6月23日（1869年7月31日）   | 大田原藩   | 大田原一清       |                                            |
| 明治2年6月23日（1869年7月31日）   | 吹上藩     | 有馬氏弘         |                                            |
| 明治2年6月23日（1869年7月31日）   | 足利藩     | 戸田忠行         |                                            |
| 明治2年6月23日（1869年7月31日）   | 七日市藩   | 前田利豁         |                                            |
| 明治2年6月23日（1869年7月31日）   | 金沢藩     | 米倉昌言         |                                            |
| 明治2年6月23日（1869年7月31日）   | 荻野山中藩 | 大久保教義       |                                            |
| 明治2年6月23日（1869年7月31日）   | 三根山藩   | 牧野忠泰         |                                            |
| 明治2年6月23日（1869年7月31日）   | 岩村田藩   | 内藤正誠         |                                            |
| 明治2年6月23日（1869年7月31日）   | 須坂藩     | 堀直明           |                                            |
| 明治2年6月23日（1869年7月31日）   | 飯田藩     | 堀親広           |                                            |
| 明治2年6月23日（1869年7月31日）   | 苗木藩     | 遠山友禄         |                                            |
| 明治2年6月23日（1869年7月31日）   | 田原藩     | 三宅康保         |                                            |
| 明治2年6月23日（1869年7月31日）   | 半原藩     | 安部信発         |                                            |
| 明治2年6月23日（1869年7月31日）   | 西端藩     | 本多忠鵬         |                                            |
| 明治2年6月23日（1869年7月31日）   | 菰野藩     | 土方雄永         |                                            |
| 明治2年6月23日（1869年7月31日）   | 神戸藩     | 本多忠貫         |                                            |
| 明治2年6月23日（1869年7月31日）   | 宮川藩     | 堀田正養         |                                            |
| 明治2年6月23日（1869年7月31日）   | 山上藩     | 稲垣太祥         |                                            |
| 明治2年6月23日（1869年7月31日）   | 三上藩     | 遠藤胤城         |                                            |
| 明治2年6月23日（1869年7月31日）   | 麻田藩     | 青木重義         |                                            |
| 明治2年6月23日（1869年7月31日）   | 伯太藩     | 渡辺章綱         |                                            |
| 明治2年6月23日（1869年7月31日）   | 小泉藩     | 片桐貞篤         |                                            |
| 明治2年6月23日（1869年7月31日）   | 田原本藩   | 平野長裕         |                                            |
| 明治2年6月23日（1869年7月31日）   | 村岡藩     | 山名義済         |                                            |
| 明治2年6月23日（1869年7月31日）   | 山家藩     | 谷衛滋           |                                            |
| 明治2年6月23日（1869年7月31日）   | 三草藩     | 丹羽氏中         |                                            |
| 明治2年6月23日（1869年7月31日）   | 三日月藩   | 森俊滋           |                                            |
| 明治2年6月23日（1869年7月31日）   | 岡田藩     | 伊東長トシ       |                                            |
| 明治2年6月23日（1869年7月31日）   | 成羽藩     | 山崎治祇         |                                            |
| 明治2年6月23日（1869年7月31日）   | 森藩       | 久留島通靖       |                                            |
| 明治2年6月23日（1869年7月31日）   | 福江藩     | 五島盛徳         |                                            |
| 明治2年6月24日（1869年8月1日）    | 館藩       | 松前兼広         |                                            |
| 明治2年6月24日（1869年8月1日）    | 弘前藩     | 津軽承昭         |                                            |
| 明治2年6月24日（1869年8月1日）    | 七戸藩     | 南部信方         |                                            |
| 明治2年6月24日（1869年8月1日）    | 宍戸藩     | 松平頼位         |                                            |
| 明治2年6月24日（1869年8月1日）    | 下妻藩     | 井上正巳         |                                            |
| 明治2年6月24日（1869年8月1日）    | 麻生藩     | 新庄直敬         |                                            |
| 明治2年6月24日（1869年8月1日）    | 生実藩     | 森川俊方         |                                            |
| 明治2年6月24日（1869年8月1日）    | 高岡藩     | 井上正順         |                                            |
| 明治2年6月24日（1869年8月1日）    | 小見川藩   | 内田正学         |                                            |
| 明治2年6月24日（1869年8月1日）    | 大多喜藩   | 大河内正質       |                                            |
| 明治2年6月24日（1869年8月1日）    | 桜井藩     | 滝脇信敏         |                                            |
| 明治2年6月24日（1869年8月1日）    | 小久保藩   | 田沼意尊         |                                            |
| 明治2年6月24日（1869年8月1日）    | 館山藩     | 稲葉正善         |                                            |
| 明治2年6月24日（1869年8月1日）    | 花房藩     | 西尾忠篤         |                                            |
| 明治2年6月24日（1869年8月1日）    | 宇都宮藩   | 戸田忠友         |                                            |
| 明治2年6月24日（1869年8月1日）    | 吉井藩     | 吉井信謹         |                                            |
| 明治2年6月24日（1869年8月1日）    | 川越藩     | 松平康載         |                                            |
| 明治2年6月24日（1869年8月1日）    | 村上藩     | 内藤信美         |                                            |
| 明治2年6月24日（1869年8月1日）    | 三日市藩   | 柳沢徳忠         |                                            |
| 明治2年6月24日（1869年8月1日）    | 黒川藩     | 柳沢光邦         |                                            |
| 明治2年6月24日（1869年8月1日）    | 椎谷藩     | 堀之美           |                                            |
| 明治2年6月24日（1869年8月1日）    | 清崎藩     | 松平直静         |                                            |
| 明治2年6月24日（1869年8月1日）    | 敦賀藩     | 酒井忠経         |                                            |
| 明治2年6月24日（1869年8月1日）    | 松代藩     | 真田幸民         |                                            |
| 明治2年6月24日（1869年8月1日）    | 高富藩     | 本庄道美         |                                            |
| 明治2年6月24日（1869年8月1日）    | 西大平藩   | 大岡忠敬         |                                            |
| 明治2年6月24日（1869年8月1日）    | 長島藩     | 増山正同         |                                            |
| 明治2年6月24日（1869年8月1日）    | 狭山藩     | 北条氏恭         |                                            |
| 明治2年6月24日（1869年8月1日）    | 丹南藩     | 高木正坦         |                                            |
| 明治2年6月24日（1869年8月1日）    | 柳生藩     | 柳生俊益         |                                            |
| 明治2年6月24日（1869年8月1日）    | 柳本藩     | 織田信及         |                                            |
| 明治2年6月24日（1869年8月1日）    | 芝村藩     | 織田長易         |                                            |
| 明治2年6月24日（1869年8月1日）    | 櫛羅藩     | 永井直哉         |                                            |
| 明治2年6月24日（1869年8月1日）    | 峰山藩     | 京極高陳         |                                            |
| 明治2年6月24日（1869年8月1日）    | 小野藩     | 一柳末徳         |                                            |
| 明治2年6月24日（1869年8月1日）    | 林田藩     | 建部政世         |                                            |
| 明治2年6月24日（1869年8月1日）    | 山崎藩     | 本多忠明         |                                            |
| 明治2年6月24日（1869年8月1日）    | 安志藩     | 小笠原貞孚       |                                            |
| 明治2年6月24日（1869年8月1日）    | 母里藩     | 松平直哉         |                                            |
| 明治2年6月24日（1869年8月1日）    | 津和野藩   | 亀井茲監         |                                            |
| 明治2年6月24日（1869年8月1日）    | 鶴田藩     | 松平武聰         |                                            |
| 明治2年6月24日（1869年8月1日）    | 浅尾藩     | 蒔田広孝         |                                            |
| 明治2年6月24日（1869年8月1日）    | 徳島藩     | 蜂須賀茂韶       |                                            |
| 明治2年6月24日（1869年8月1日）    | 多度津藩   | 京極高典         |                                            |
| 明治2年6月24日（1869年8月1日）    | 小松藩     | 一柳頼紹         |                                            |
| 明治2年6月24日（1869年8月1日）    | 千束藩     | 小笠原貞正       |                                            |
| 明治2年6月24日（1869年8月1日）    | 柳河藩     | 立花鑑寛         |                                            |
| 明治2年6月24日（1869年8月1日）    | 三池藩     | 立花種恭         |                                            |
| 明治2年6月24日（1869年8月1日）    | 大村藩     | 大村純熈         |                                            |
| 明治2年6月25日（1869年8月2日）    | 高徳藩     | 戸田忠綱         |                                            |
| 明治2年6月25日（1869年8月2日）    | 堀江藩     | 大沢基寿         |                                            |
| 明治2年6月25日（1869年8月2日）    | 久居藩     | 藤堂高邦         |                                            |
| 明治2年6月25日（1869年8月2日）    | 鴨方藩     | 池田政保         |                                            |
| 明治2年6月25日（1869年8月2日）    | 岩国藩     | 吉川経健         |                                            |
| 明治2年6月25日（1869年8月2日）    | 徳山藩     | 毛利元蕃         |                                            |
| 明治2年6月25日（1869年8月2日）    | 清末藩     | 毛利元純         |                                            |
| 明治2年6月25日（1869年8月2日）    | 府中藩     | 毛利元敏         |                                            |
| 明治2年6月25日（1869年8月2日）    | 新谷藩     | 加藤泰令         |                                            |
| 明治2年6月25日（1869年8月2日）    | 蓮池藩     | 鍋島直紀         |                                            |
| 明治2年6月25日（1869年8月2日）    | 小城藩     | 鍋島直虎         |                                            |
| 明治2年6月25日（1869年8月2日）    | 鹿島藩     | 鍋島直彬         |                                            |
| 明治2年6月29日（1869年8月6日）    | 山形藩     | 水野忠弘         |                                            |
| 明治2年7月14日（1869年8月21日）   | 小松藩     | 一柳頼明         | 先代の死去                                 |
| 明治2年7月19日（1869年8月26日）   | 天童藩     | 織田信敏         | 先代が幼少のため                           |
| 明治2年7月22日（1869年8月29日）   | 鶴岡藩     | 酒井忠宝         |                                            |
| 明治2年7月25日（1869年9月1日）    | 喜連川藩   | 喜連川聡氏       |                                            |
| 明治2年7月27日（1869年9月3日）    | 高須藩     | 松平義生         | 先代の隠居                                 |
| 明治2年8月2日（1869年9月7日）     | 七日市藩   | 前田利昭         | 先代の隠居                                 |
| 明治2年8月2日（1869年9月7日）     | 守山藩     | 松平頼之         | 先代の隠居                                 |
| 明治2年8月13日（1869年9月18日）   | 黒石藩     | 津軽承叙         |                                            |
| 明治2年8月14日（1869年9月19日）   | 飯山藩     | 本多助実         | 先代の死去                                 |
| 明治2年8月19日（1869年9月24日）   | 磐城平藩   | 安藤信勇         |                                            |
| 明治2年8月19日（1869年9月24日）   | 忍藩       | 松平忠敬         |                                            |
| 明治2年8月（1869年9月）           | 多古藩     | 久松勝慈         | 先代の死去                                 |
| 明治2年9月20日（1869年10月24日）  | 桑名藩     | 松平定教         |                                            |
| 明治2年9月23日（1869年10月27日）  | 岡藩       | 中川久成         | 先代の隠居                                 |
| 明治2年10月23日（1869年11月26日） | 野村藩     | 戸田氏良         |                                            |
| 明治2年11月2日（1869年12月4日）   | 高梁藩     | 板倉勝弼         |                                            |
| 明治2年11月18日（1869年12月20日） | 丹南藩     | 高木正善         | 先代の隠居                                 |
| 明治2年12月7日（1870年1月8日）    | 小諸藩     | 牧野康済         |                                            |
| 明治3年1月12日（1870年2月12日）   | 生坂藩     | 池田政礼         |                                            |
| 明治3年1月28日（1870年2月28日）   | 出石藩     | 仙石政固         | 先代の隠居                                 |
| 明治3年2月22日（1870年3月23日）   | 小久保藩   | 田沼意斉         | 先代の死去                                 |
| 明治3年2月24日（1870年3月25日）   | 岩崎藩     | 佐竹義理         |                                            |
| 明治3年10月25日（1870年11月18日） | 仙台藩     | 伊達宗敦         | 先代が幼少のため                           |
| 明治3年4月12日（1870年5月12日）   | 大溝藩     | 分部光謙         | 先代の死去                                 |
| 明治3年5月8日（1870年6月6日）     | 熊本藩     | 細川護久         | 先代の隠居                                 |
| 明治3年5月15日（1870年6月13日）   | 斗南藩     | 松平容大         |                                            |
| 明治3年8月2日（1870年8月28日）    | 福本藩     | 池田徳潤         |                                            |
| 明治3年8月17日（1870年9月12日）   | 前橋藩     | 松平直方         | 先代の隠居                                 |
| 明治3年9月17日（1870年10月11日）  | 小浜藩     | 酒井忠経         | 鞠山藩の編入にともない前鞠山藩知事より転任 |
| 明治3年9月17日（1870年10月11日）  | 菰野藩     | 土方雄志         | 先代の隠居                                 |
| 明治3年9月25日（1870年10月19日）  | 壬生藩     | 鳥居忠文         | 先代の隠居                                 |
| 明治3年12月14日（1871年2月3日）   | 長尾藩     | 本多正憲         | 先代の隠居                                 |
| 明治4年1月4日（1871年2月22日）    | 松山藩     | 松平定昭         | 先代の隠居                                 |
| 明治4年2月11日（1871年3月31日）   | 村岡藩     | 山名義路         | 先代の隠居                                 |
| 明治4年4月10日（1871年5月28日）   | 成羽藩     | 山崎治敏         | 先代の隠居                                 |
| 明治4年6月28日（1871年8月14日）   | 津藩       | 藤堂高潔         | 先代の隠居                                 |
| 明治4年7月2日（1871年8月17日）    | 福岡藩     | 有栖川宮熾仁親王 | 先代が偽札事件で罷免されたため             |
| 明治4年（1871年）                 | 鳥取藩     | 池田輝知         | 先代の隠居                                 |